# Église Saint-Jovan-Vladimir de Bar
L'église Saint-Jovan Vladimir (en serbe : Saborni Hram Svetog Jovana Vladimira) est une église orthodoxe serbe située dans la ville portuaire de Bar, au Monténégro. Elle a été construite entre 2006 et 2016, achevée et consacrée le 25 septembre 2016, à l’occasion du millième anniversaire du martyre de saint Jovan Vladimir', considéré comme le premier saint serbe et le saint patron de la ville de Bar. 

## Description
C’est la plus grande église du Monténégro, pouvant accueillir environ 1 200 personnes. Sa superficie est plus grande de 100 mètres carrés et de 3 mètres de hauteur que la cathédrale de Podgorica. Dans l’église, 4 860 mètres carrés de murs ont été peints, une iconostase de 18,5 m de long a été réalisée et une mosaïque de sol d’environ 1 700 m² a été réalisée. 

## Galerie

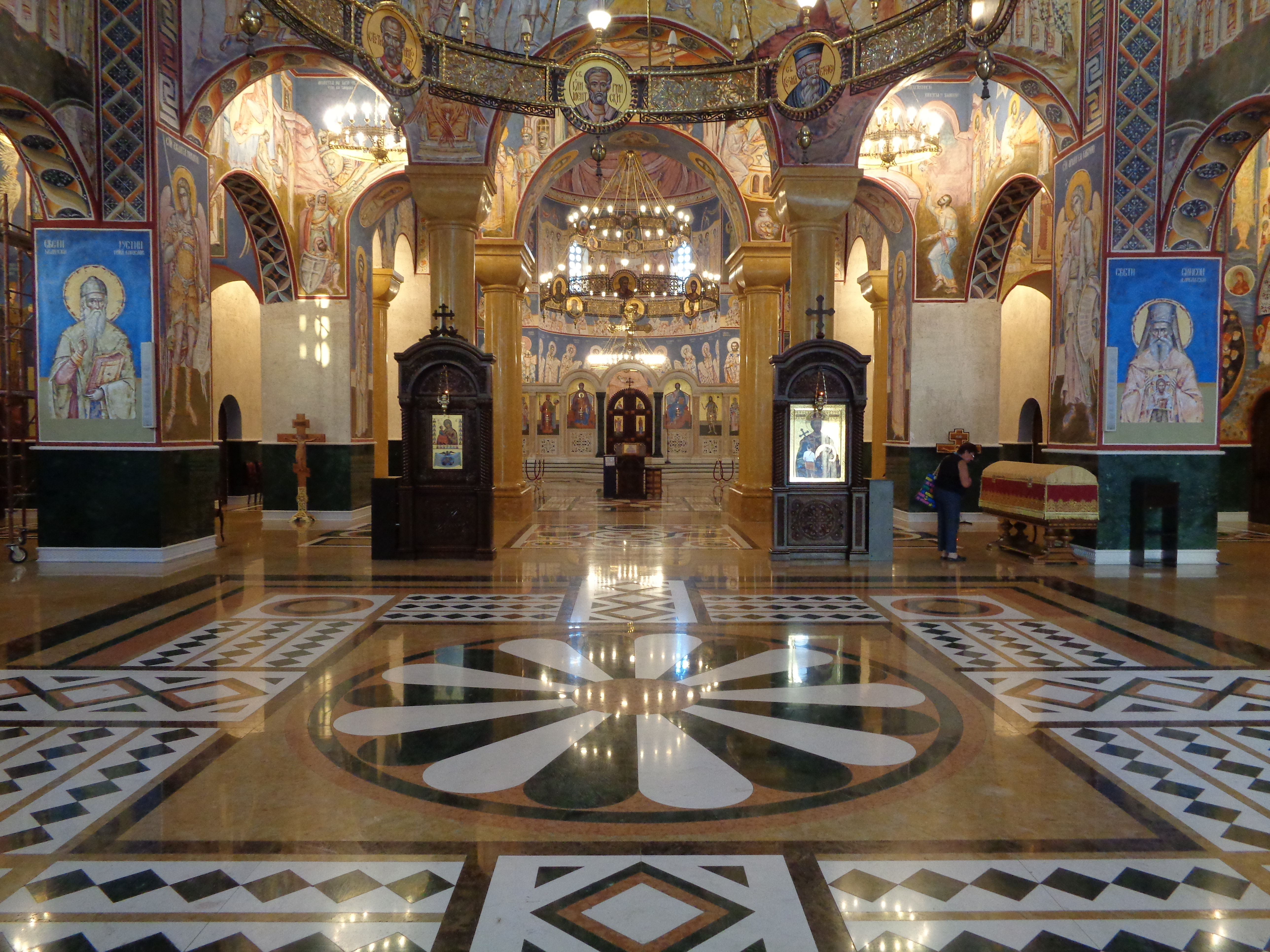
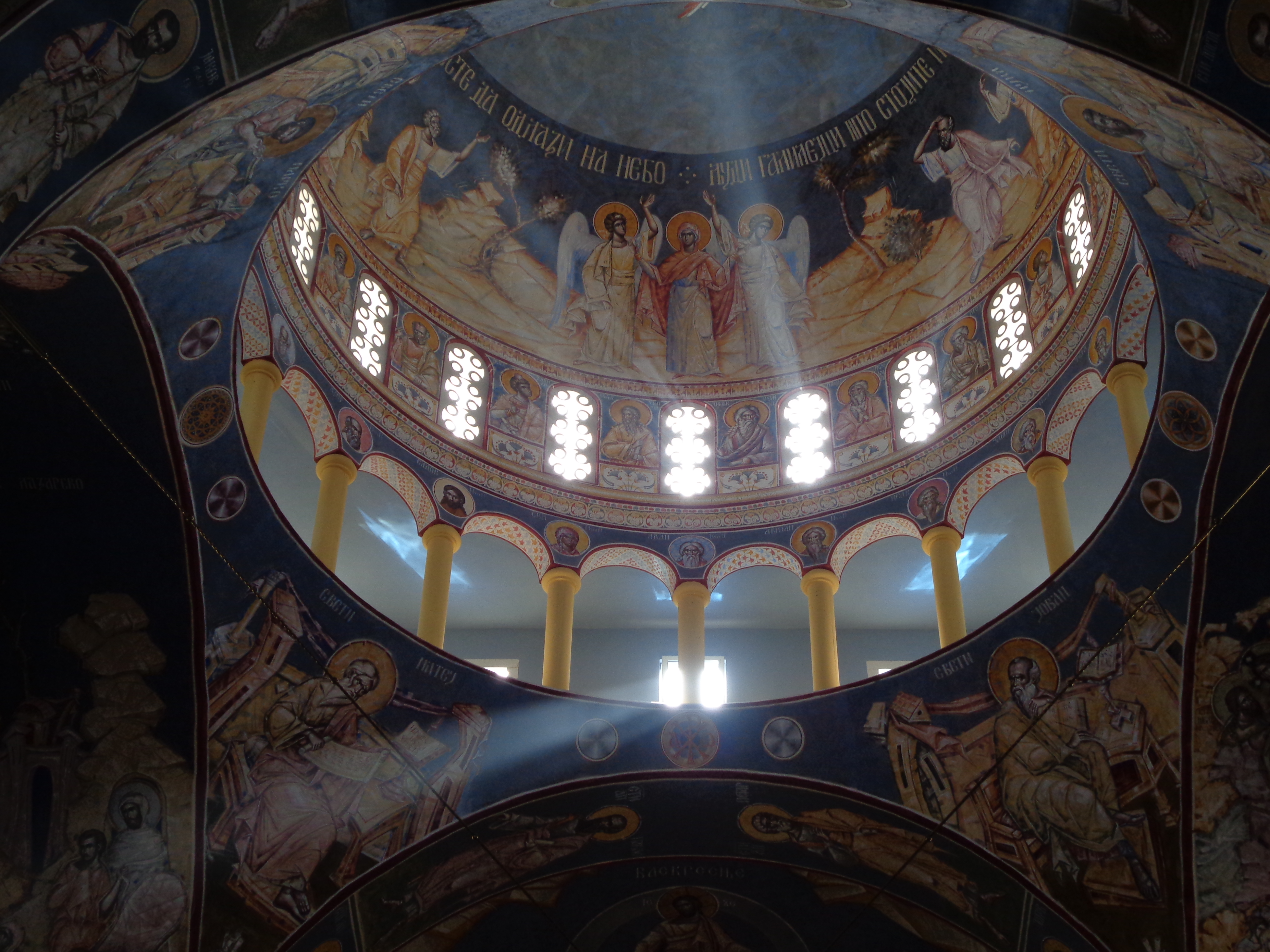
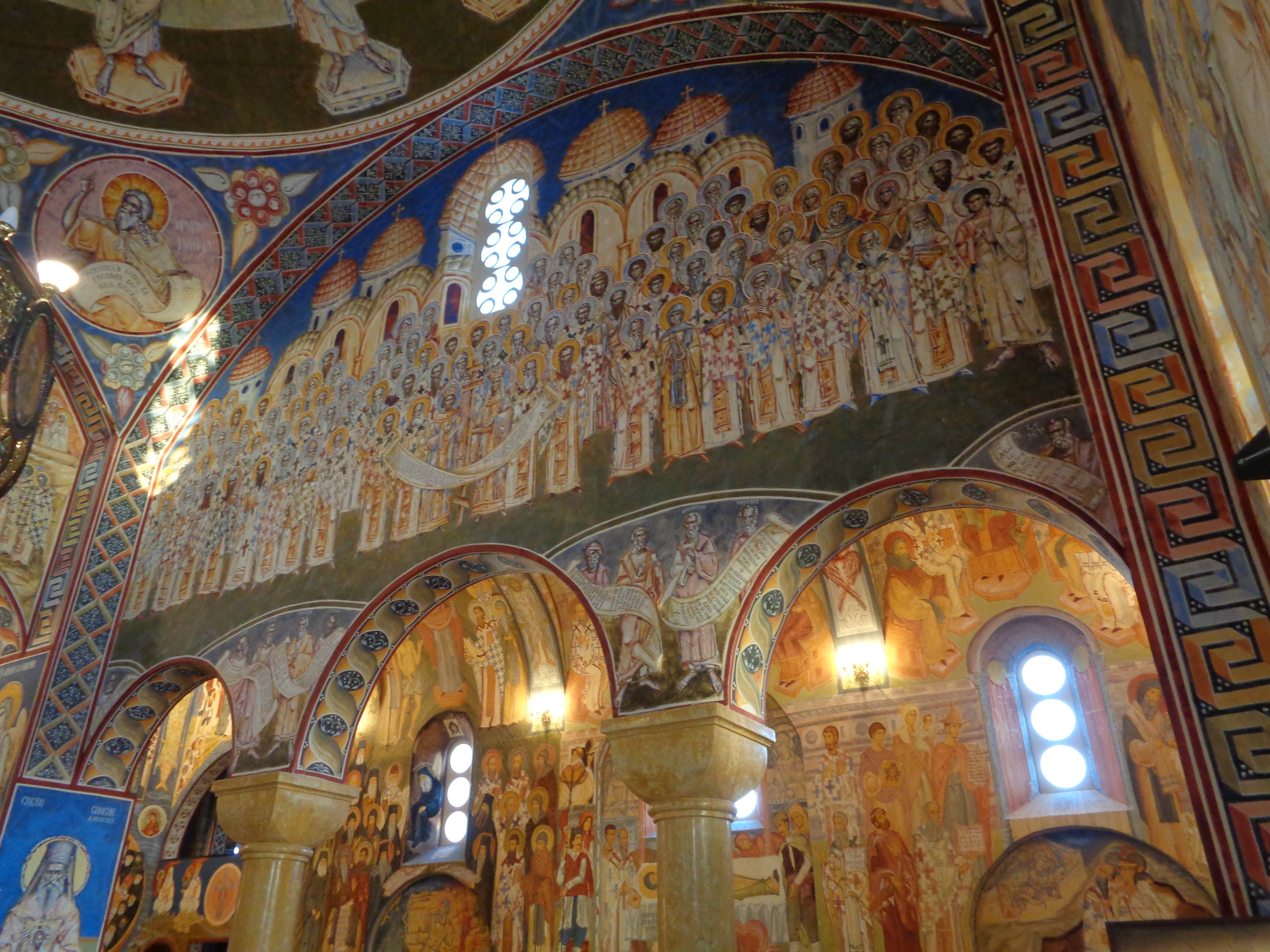
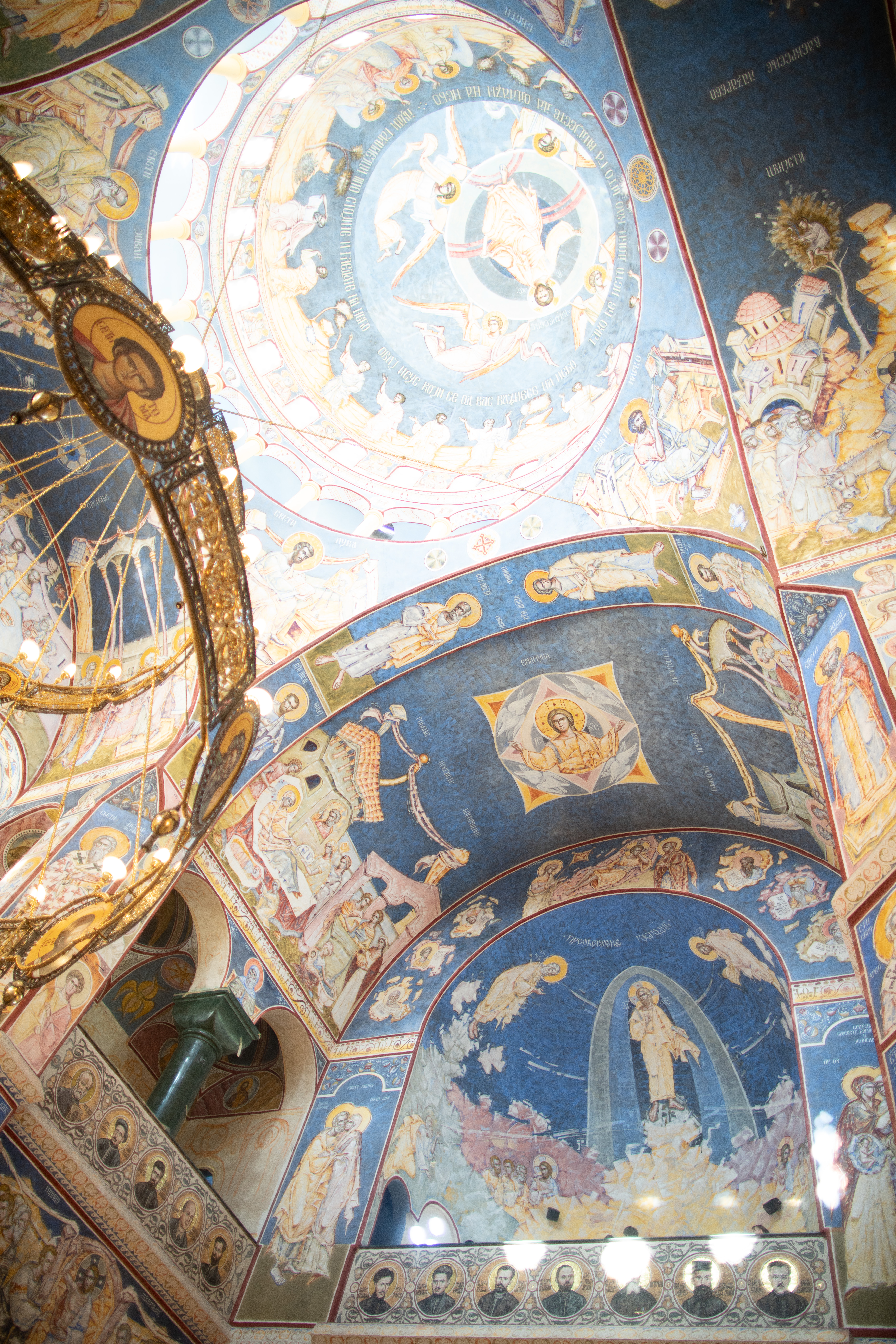
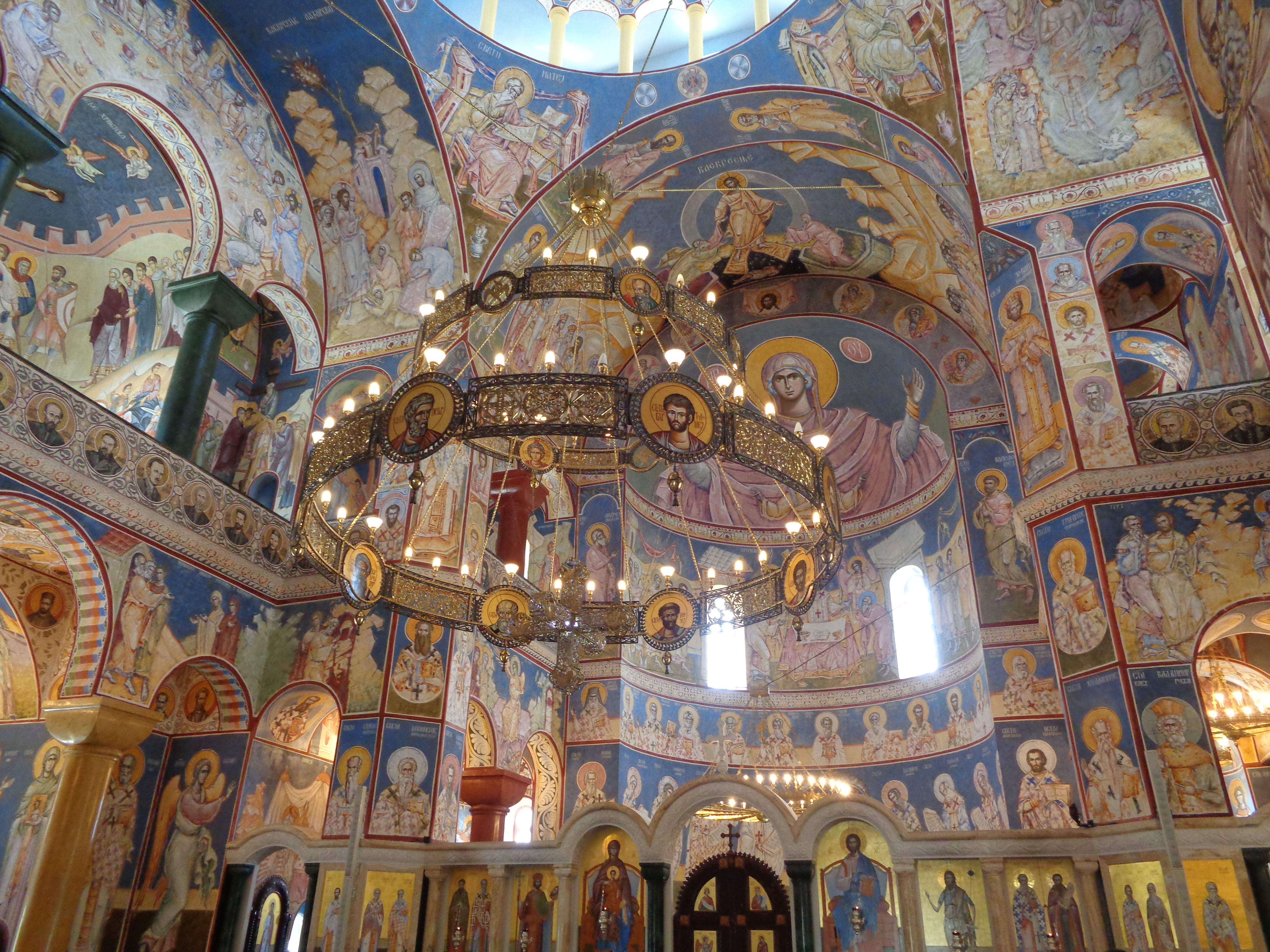

## Note
1. ↑  Jovan Vladimir se prononce [ˈjovan ˈvladimiːr]. Le nom en grec : Ιωάννης Βλαδίμηρος (Iōannīs Vladimīros), en bulgare : Йоан Владимир (Yoan Vladimir) ou Иван Владимир (Ivan Vladimir), en albanais : Gjon Vlladimiri ou Jon Vlladimiri.